# Bombardier TVR
Pour les articles homonymes, voir TVR.
Le TVR, abréviation de Transport sur voie réservée, aussi connu sous son appellation anglophone GLT pour Guided light transit, est le nom d'un concept de tramway sur pneu débrayable bi-articulé à guidage mécanique par rail central, et de l'infrastructure associée, présentés en 1985 par le constructeur belge La Brugeoise et Nivelles, alors filiale à 97 % de Bombardier Transport.
La production du TVR a été arrêtée de facto en 2002, faute de commandes. Seules deux villes s'en sont dotées, comme tramway sur pneus : Caen (Transport léger guidé de Caen, de 2002 à 2017) et Nancy (Transport léger guidé de Nancy, de 2000 à 2023).

## Histoire

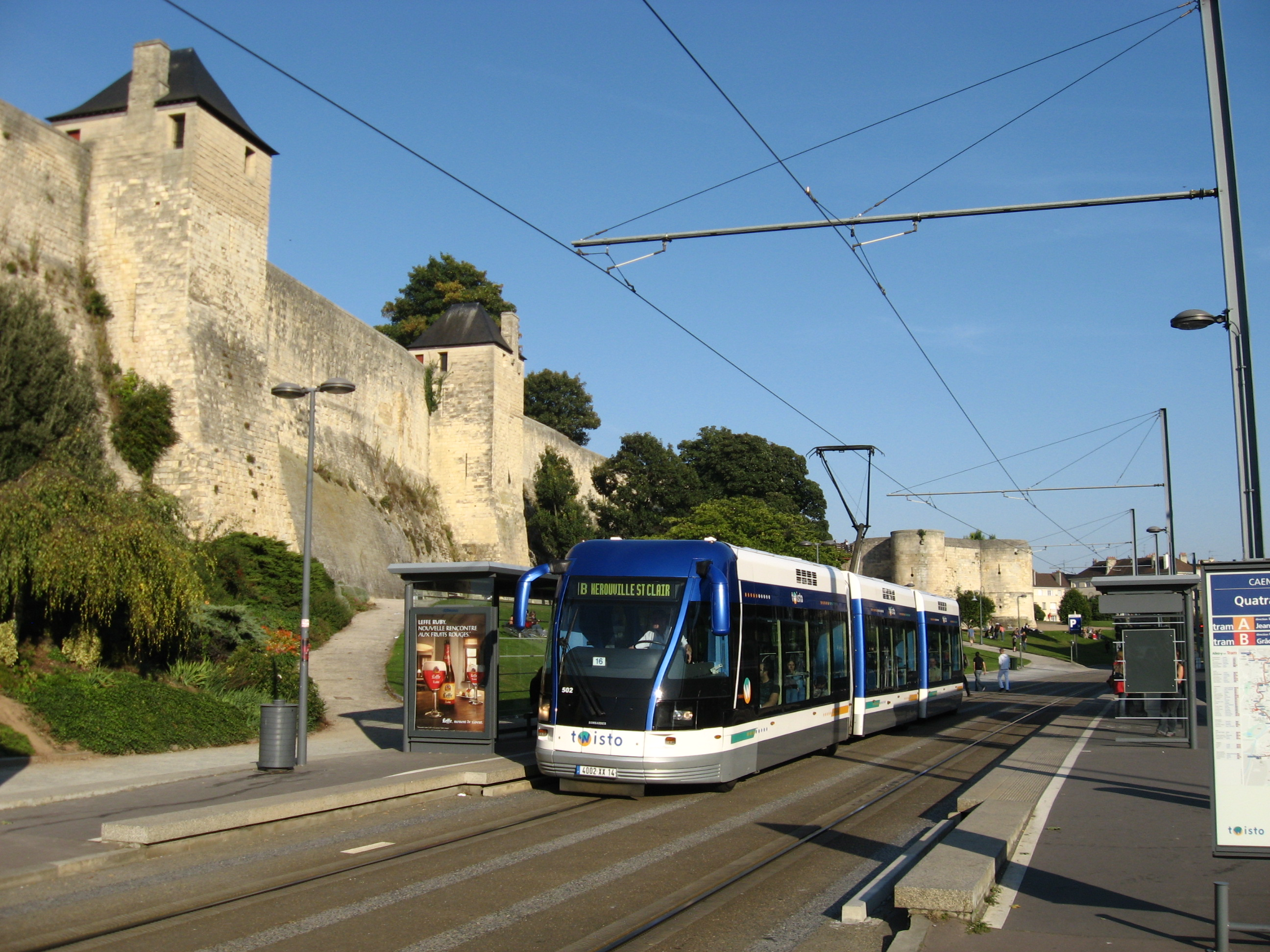
Caen a été la première ville à commander des TVR.

La Brugeoise et Nivelles souhaitait proposer aux villes de taille moyenne un véhicule intermédiaire entre le bus et le tramway, moins coûteux (-40 % annoncés alors) que ce dernier mais offrant une grande capacité. Les deux premiers prototypes ont été présentés en 1985, sur une voie d'essais spécialement construite à proximité du Parc des expositions de Bruxelles. Ces prototypes avaient la particularité de pouvoir circuler en unité multiple sur le rail de guidage, offrant une capacité de transport doublée.
Deux autres prototypes sont essayés à compter de 1987 et durant une dizaine d'années entre Jemelle et Lessive. Le parcours inclut une piste d'essais construite sur l'ancienne ligne 150 de la SNCB entre Jemelle et Rochefort, et une section non guidée et non électrifiée sur chaussée banalisée entre Rochefort, Han-sur-Lesse et Lessive. Ces deux prototypes étaient bidirectionnels sur le rail de guidage uniquement.
Le 24 juillet 1994, Caen devient le premier réseau à choisir le TVR, en attribuant le marché de son TCSP à la Société concessionnaire du Transport sur Voie Réservée (STVR), un groupement détenu à 68 % par Spie-Batignolles et à 32 % par Bombardier Transport et ANF Industrie,. Le Syndicat mixte des transports en commun de l'agglomération caennaise espérait une mise en service en 1998. Caen recoit une maquette à l'échelle 1:1 du véhicule, ainsi qu'une maquette du système de guidage. Elles seront exposées au public au pied du chateau de Caen.
Fin 1996, ANF Industrie sort un prototype nommé "ANF 501000/A1" reprenant les spécifications du réseau de Caen. Il sera dabord exposé non loin de l'usine de Crespin, sur le parking de Quiévrechain, puis essayé sur le site du GLT de Jemelle. Il sera ensuite vétu d'une livrée bleue chromée, puis présenté devant le chateau de Caen.
En 1997, les pouvoirs publics, les principaux opérateurs de transport dont la RATP et les industriels fondent le GIE du site d'expérimentation du Trans-Val-de-Marne. Le but de ce GIE est d'essayer les nouveaux modes de transport « intermédiaires » sur le site propre du Trans-Val-de-Marne, opéré par la RATP au sud de Paris. Dans ce cadre, ANF Industrie essaiera son prototype de TVR en 1998 après l'avoir modifié aux couleurs de la RATP. Il sera remisé dans le dépôt RATP de Thiais. De nombreux dysfonctionnements (en particulier avec la direction de l'essieu arrière) ressortiront de ces tests, ce qui permit d'améliorer le système. Dans le cadre du GIE du Trans-Val-de-Marne seront également essayés un Translohr et un Civis.
Le 6 février 1998, le Grand Nancy choisit à son tour le TVR pour son TCSP. Il sera inauguré en 2000, deux ans avant celui de Caen.

## Caractéristiques

### Guidage

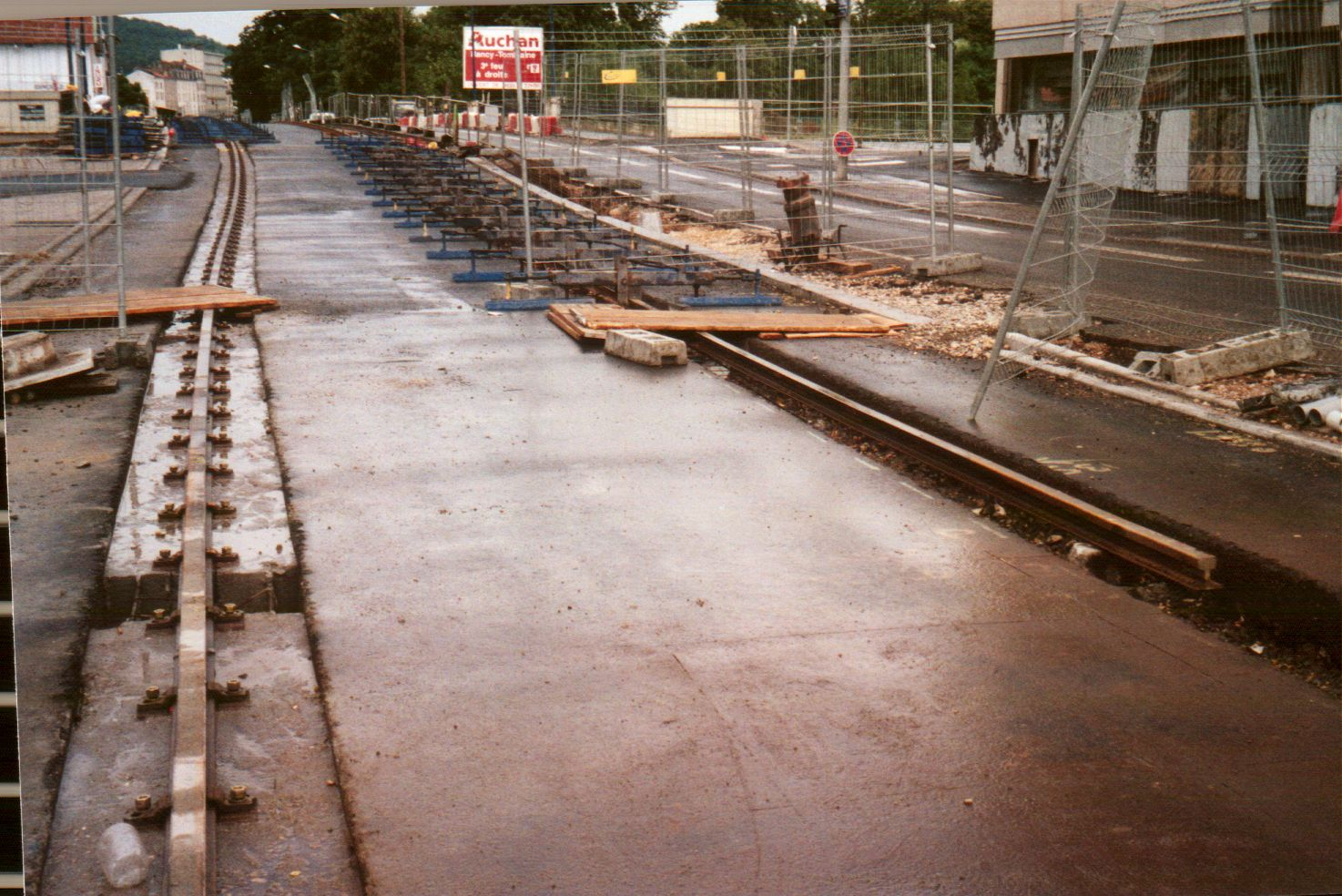
Construction du Transport léger guidé de Nancy : le dressage du rail de guidage de chacune des deux voies.

Le TVR est guidé par un rail central encastré dans la chaussée, sur lequel reposent deux galets de guidage par essieu. La principale caractéristique réside dans le fait que les galets sont escamotables, permettant au TVR de quitter son rail de guidage pour se conduire comme un (trolley)bus. Cette opération, appelée « dédropage », peut se faire à n'importe quel endroit : il suffit au conducteur de relever les galets pour libérer le véhicule du rail et reprendre la main sur la direction. La manœuvre inverse n'est possible que moyennant la présence d'un équipement spécial dans la chaussée : une zone de « dropage » qui se présente comme une sorte d'entonnoir qui replace un à un les galets sur le rail de guidage.

Les galets de guidage du TVR ne doivent pas être confondus avec ceux du tramway sur pneumatiques Translohr : en effet, le Translohr de série ne peut ni quitter son rail de guidage, ni circuler en mode routier, contrairement au prototype de Translohr qui était équipé d'un volant pour le conducteur et qu'un accumulateur permettant à la rame de circuler hors infrastructure, en autonomie électrique. L'idée d'un tramway débrayable a été abandonnée à cause des nombreux problèmes que rencontrait le prototype de TVR à cette même époque. La complexité technique d'un véhicule bi-mode a convaincu Lohr Industrie de choisir le mode guidé par défaut et de supprimer le volant du conducteur ainsi que la capacité du tramway de lever ses galets de guidage et de quitter le rail central.

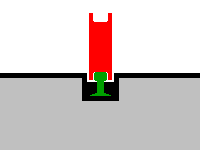
Schéma d'un galet de guidage de TVR
Schéma d'un galet de guidage de Translohr

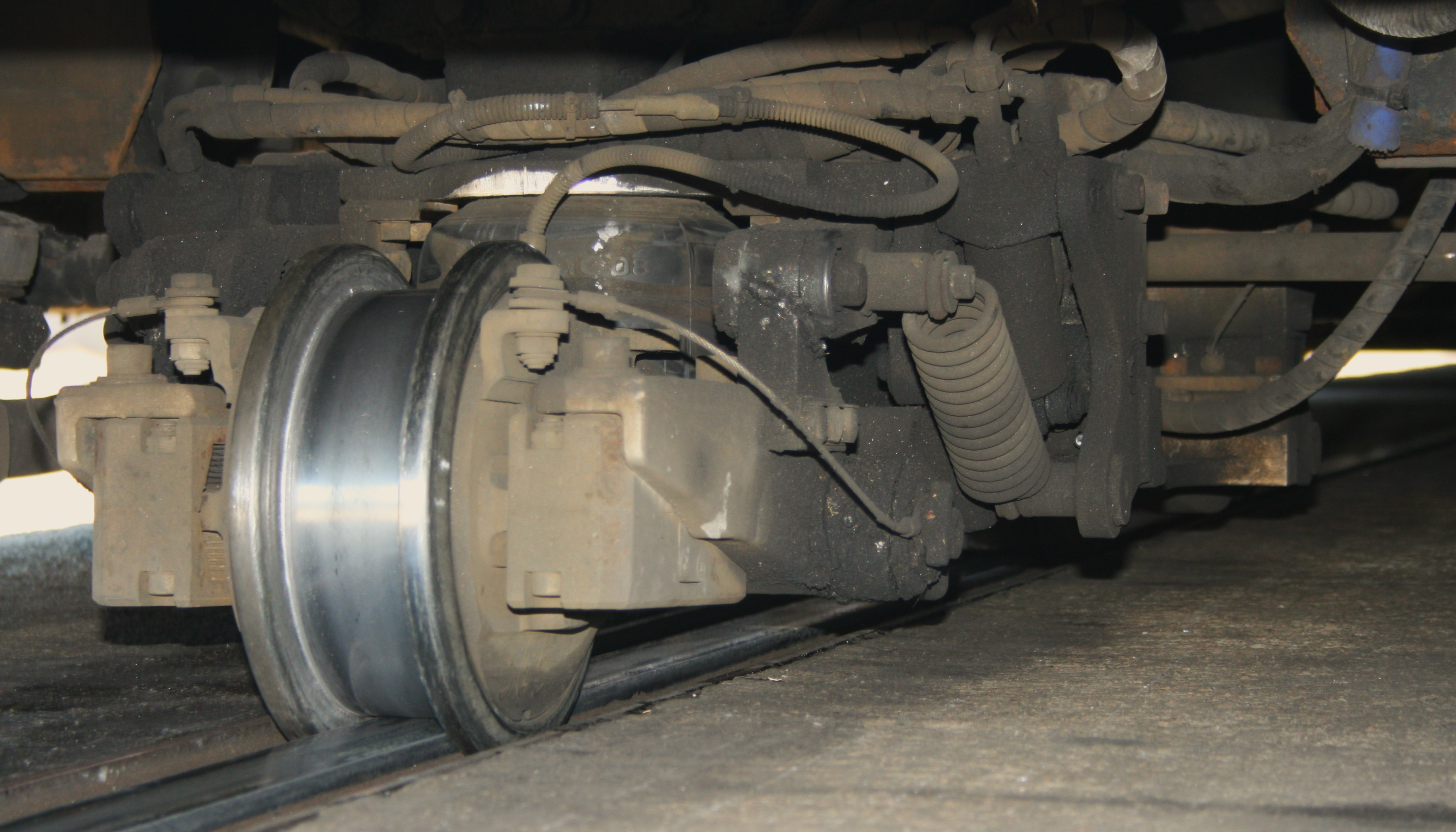
Vue du couple de galets de l'essieu arrière d'une rame de TVR.

Ces galets exercent une pression de 750 kilogrammes sur le rail, ce qui engendre plusieurs conséquences :
- les rails et les galets sont très sollicités, et montrent des signes d'usure,
- la forte pression exercée sur le rail par les galets produit un délestage du poids du TVR (2 250 kg) qui peut avoir une influence négative sur la motricité en cas de mauvaise adhérence (chaussée mouillée par exemple) ; c’est pour cette raison que le guidage n’a pas été adopté dans la montée de Brabois à Nancy (13 %),
- un objet inséré dans la goulotte du rail, tel un boulon, un caillou, entraîne une sortie du rail de guidage, la roue avant du guide montant sur l’objet, même s’il est écrasé. Les détritus, cailloux, boulons, etc sont un problème majeur des systèmes guidés à rail unique TVR et Translohr qui ont une voie réservée mais avec des sections partagées avec les piétons, les voitures de service.

À l’inverse, cette pression est insuffisante pour éviter l’échappement du premier galet si un virage est abordé trop vite. À la suite de plusieurs sorties de voie, la vitesse en virage a dû être limitée au pas.

Les deux lignes de TVR du réseau de Caen étaient entièrement exploitées en mode guidé (à l'exception des trajets entre le dépôt et les terminus). A Nancy, face à des contraintes techniques (requalification de la place du Vélodrome), financières et politiques (refus de la commune de Saint-Max de voir des rails dans sa rue principale) et surtout géographiques (impossibilité de mettre un rail dans la montée de Brabois en raison de sa forte déclivité), seulement 60 % de la ligne est guidée. Les deux terminus, qui nécessitent un retournement du TVR car celui-ci est unidirectionnel, sont équipés de rails, ce qui permet également un ajustement parfait par rapport au quai dans des stations très fréquentées. Le terminus de Vandœuvre, qui dessert conjointement la faculté de médecine, l'INPL et le CHRU, n'a été équipé que tardivement, à la demande des conducteurs.

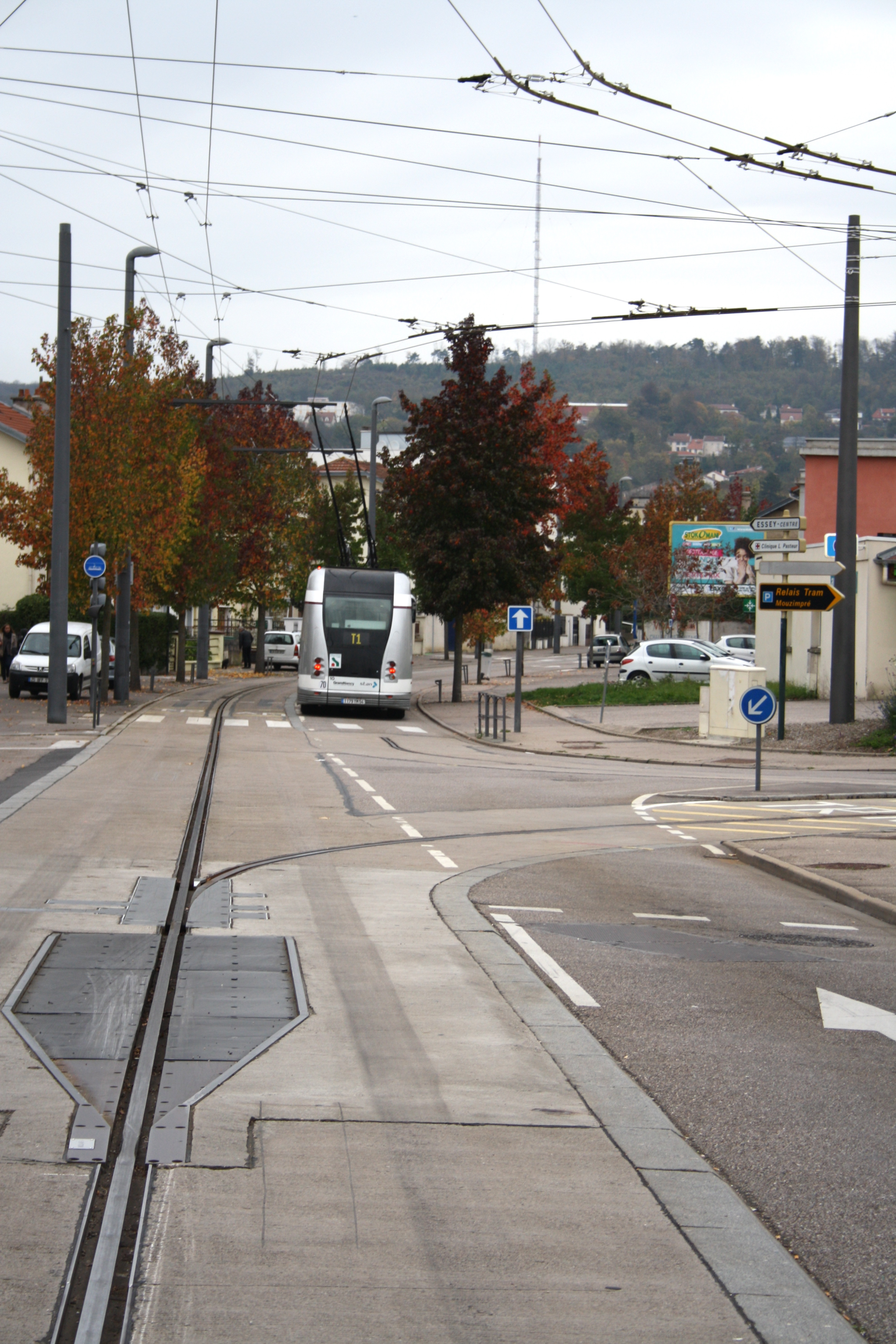
Zone de « dropage » à Nancy, avec à l'arrière-plan un TVR en mode non-guidé.
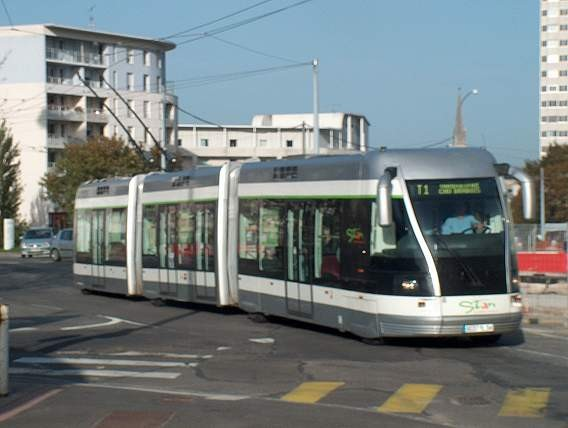
TVR en mode non-guidé (appelé "Electrique-Routier") à Nancy.
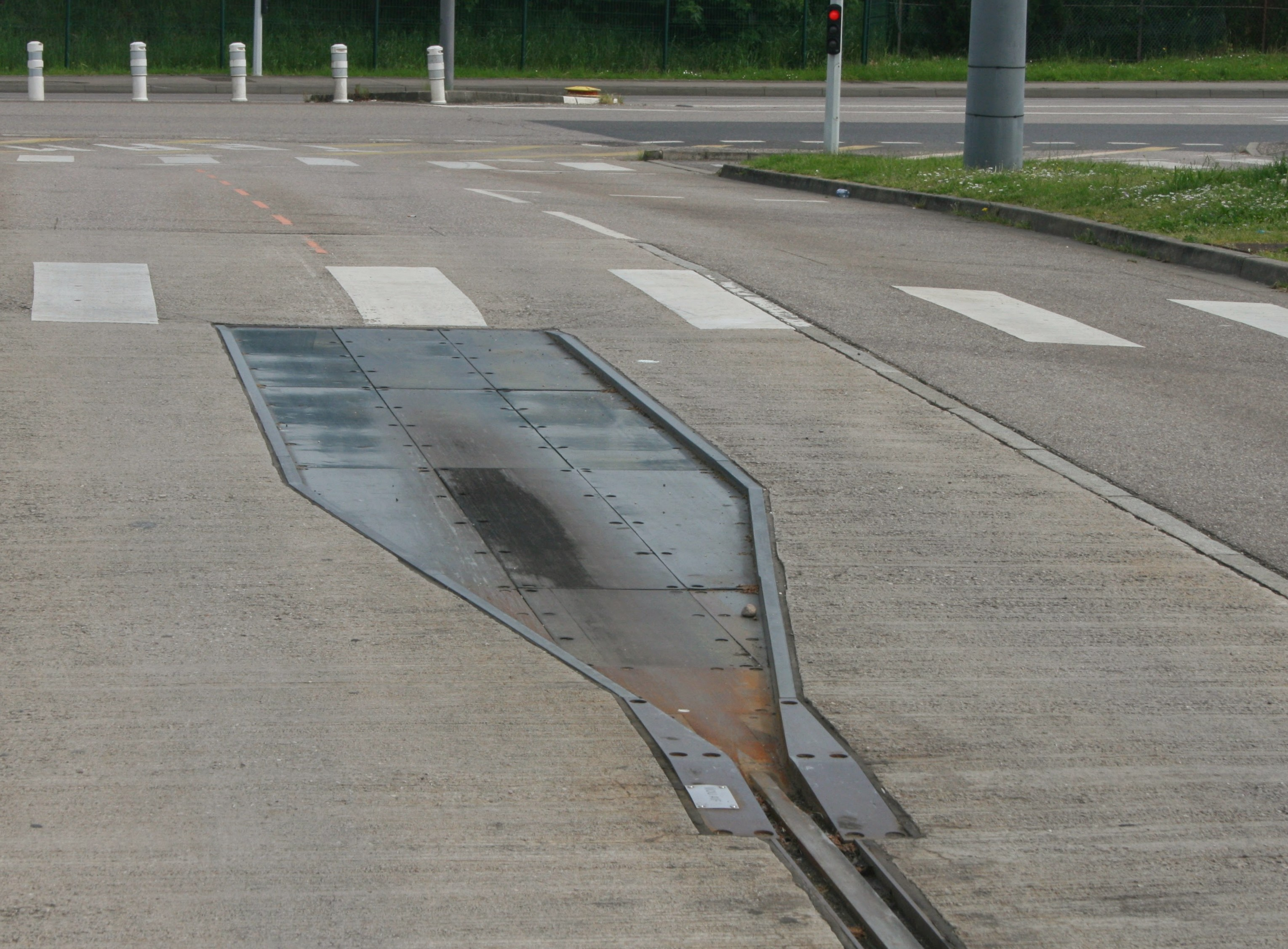
Une plaque de droppage installée au terminus d'Essey Mouzimpré.
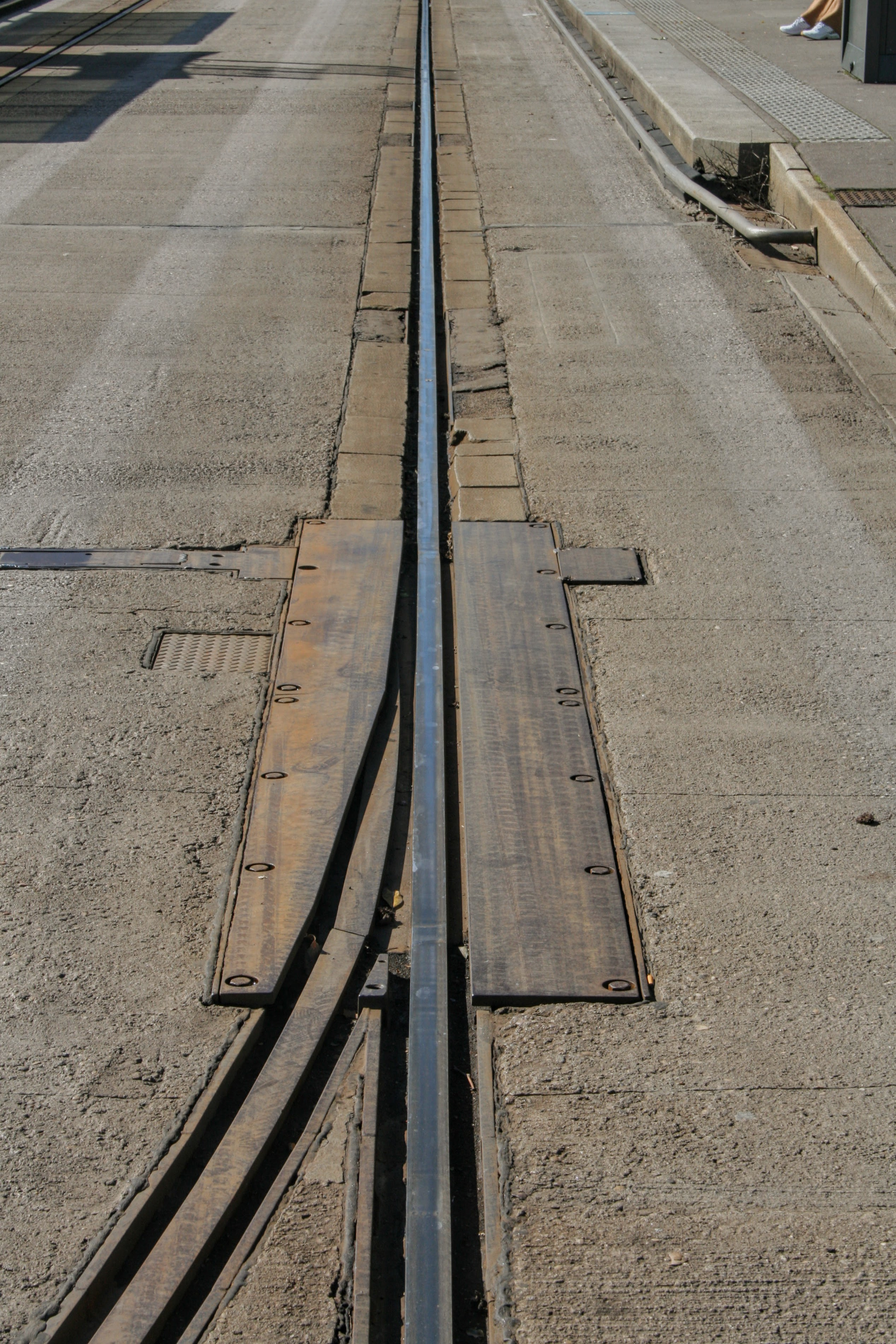
Un aiguillage sur la voie du TVR, à proximité de l'arrêt "Saint-Georges". Les deux rails étaient sur une plaque commune, qui pivotait en fonction du rail à aligner. Cet aiguillage était abandonné[11] depuis 2005, et a en conséquence été soudé sur le rail encore en service.

### Motorisation
Les TVR sont des véhicules bimodes embarquant une motorisation électrique et une motorisation thermique. Dans le premier cas, les moteurs électrique développent une puissance de 300 kW, alors que dans le second cas la puissance est limitée à 200 kW. Cela permet à un véhicule de quitter la voie en cas d'incident (mode Diesel-Routier). L'accès au dépôt est également facilité, puisque le TVR peut y accéder de façon autonome. Enfin, en cas d'affluence massive, il est possible d'envoyer des rames supplémentaires du dépôt vers les terminus, où elles peuvent s'insérer sans problèmes dans le flux pour répondre à la demande.

La propulsion électrique peut être alimentée par deux systèmes qui ne sont pas compatibles : un pantographe ou des perches. Caen a opté pour l'alimentation par pantographe (comme un tramway sur fer). Ce choix est possible car le retour du courant des moteurs est assuré par le rail central (le TVR étant guidé sur la totalité de son parcours). Nancy utilise quant à elle des perches (qui nécessitent deux câbles d'alimentation). Ici, le retour de courant est assuré par le deuxième fil comme pour un trolleybus. Ce système a été utilisé par Nancy car la ligne comprend une partie de son parcours sans rail de guidage central donc sans possibilité de renvoyer. De plus, la Communauté Urbaine souhaitait réutiliser dans la mesure du possible les anciennes installations électriques construites moins de 20 ans plus tôt pour les trolleybus. La troisième raison et la plus importante, la côte de Vandoeuvre étant de 13%, la rame de TVR ne peut grimper à cause du poids délesté par les galets de guidage.

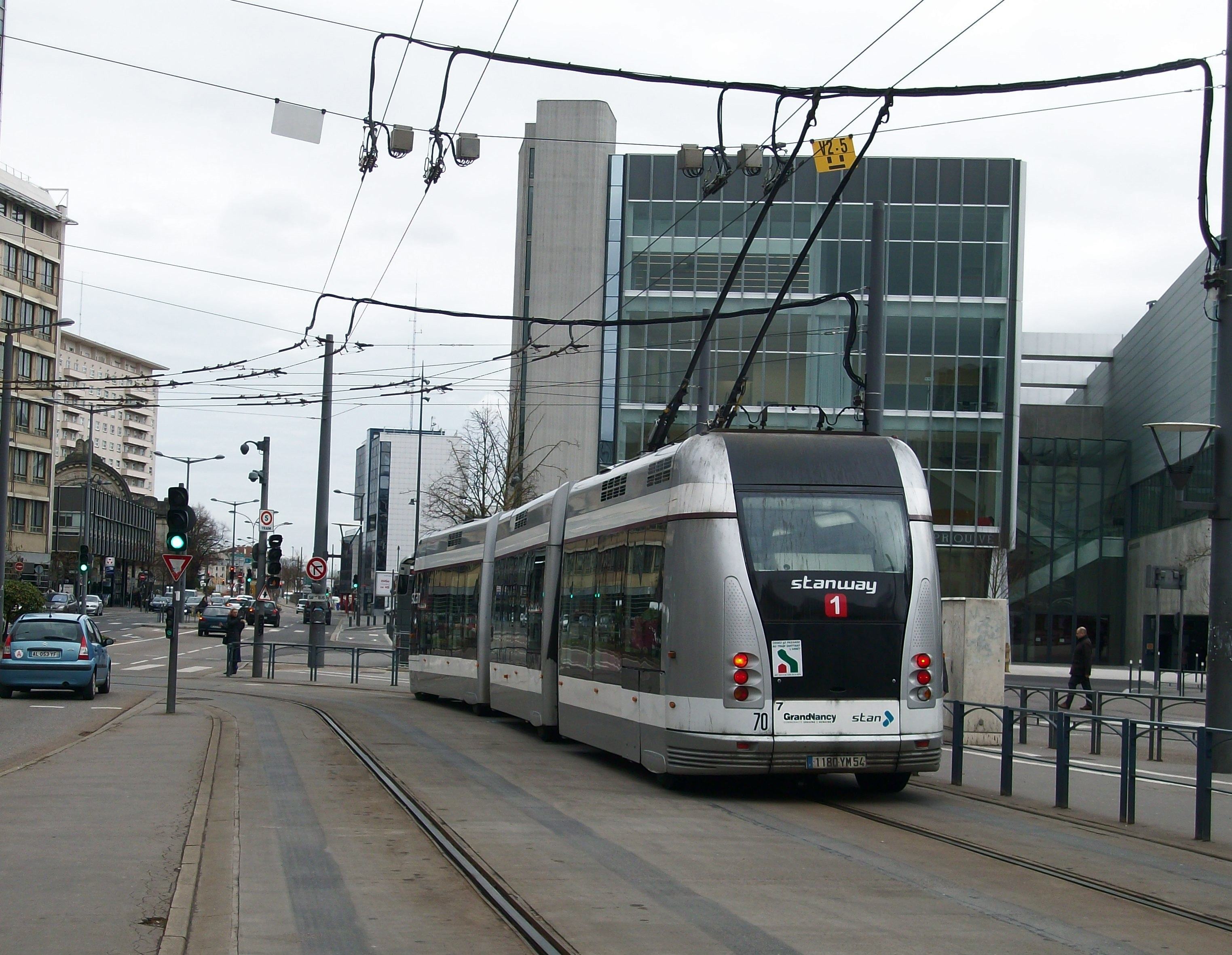
Captage par perches, sur la dernière caisse (caisse B) à Nancy.
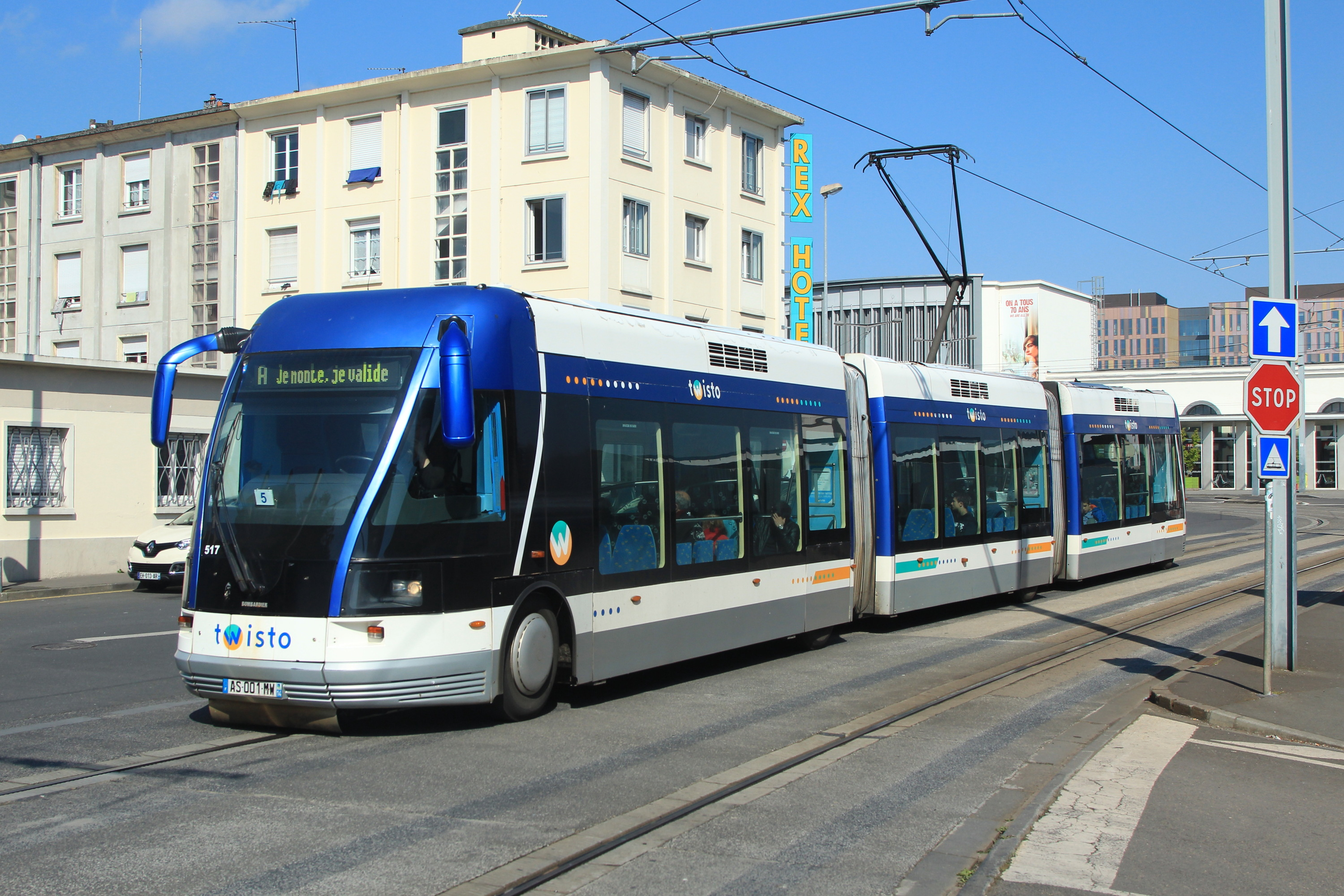
TVR de Caen, équipé d'un pantographe sur la caisse centrale (caisse C).

### Dimensions

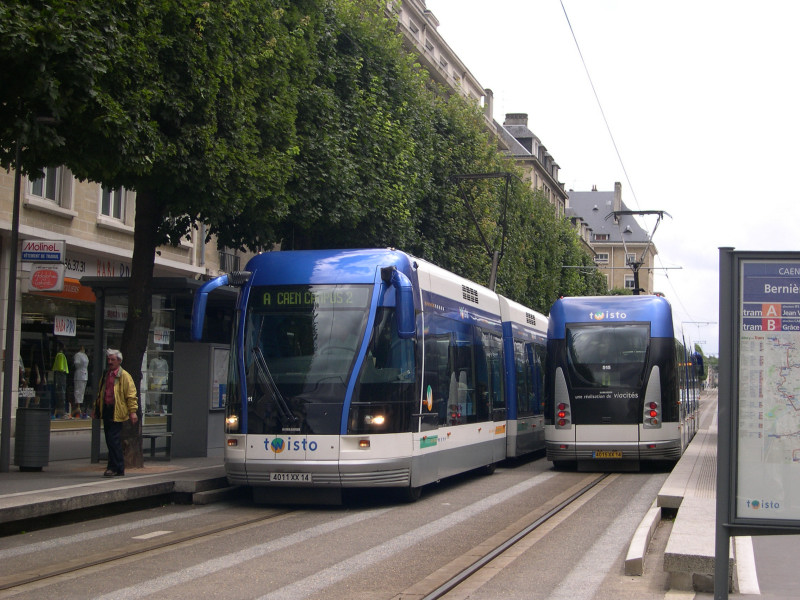
TVR de Caen.

Principales caractéristiques techniques :
- Longueur : 24,5 m
- Largeur : 2,5 m
- Hauteur : 3,22 m
- Masse à vide : 26,9 t
- Vitesse maximale : 70 km/h
- Chaîne de traction électrique : Alstom ; moteurs asynchrones + convertisseurs triphasés à IGBT
- Puissance continue aux arbres des moteurs : 300 kW
- Puissance du groupe diésel-électrique : 200 kW
- Capacité de transport : 40 places assises, 103 à 138 places debout[a]

Le TVR présente une grande flexibilité d'utilisation commerciale : il peut circuler en mode guidé ou en mode conduit, comme un bus, aussi bien en traction électrique qu'en autonomie (mode diesel-électrique).

## La désignation «TVR»
La marque commerciale « TVR » a été déposée en France à l'INPI par ANF Industrie le 15 juillet 1994.
Cependant, la Direction de Bombardier, qui a acquis ANF Industrie en 1989, indique, le 20 juin 2007[réf. souhaitée] : « Après quelque rapides investigations, voici les réponses à vos questions : ni “TVR”, ni TLG, ni “Transport sur voie Réservée” ne sont des marques déposées de Bombardier. TVR est une marque automobile britannique. Le nom TVR a été utilisé par la ville de Caen pour faire la promotion pour son projet, mais jamais par Bombardier. ANF-Industrie est une entreprise française qui a été rachetée par Bombardier en 1988. Son nom n’est plus utilisé aujourd’hui. L’entité juridique en France a pour nom “Bombardier Transport France - SAS “. »
Nancy désignait initialement son projet avec le signe TPGN, pour Tramway sur pneus du Grand Nancy. Caen utilisait le signe « TVR » (Transport sur Voie Réservée) pour désigner son projet.
Les certificats d’immatriculation désignaient « TVR » comme type commercial des véhicules caennais, tandis que les véhicules nancéiens sont désignés comme « TPGN ».
La dénomination « TVR » fut adoptée par Nancy, par facilitée de langage, et pour désigner les véhicules dans leur globalité.

## Législation et usage du terme «tramway»

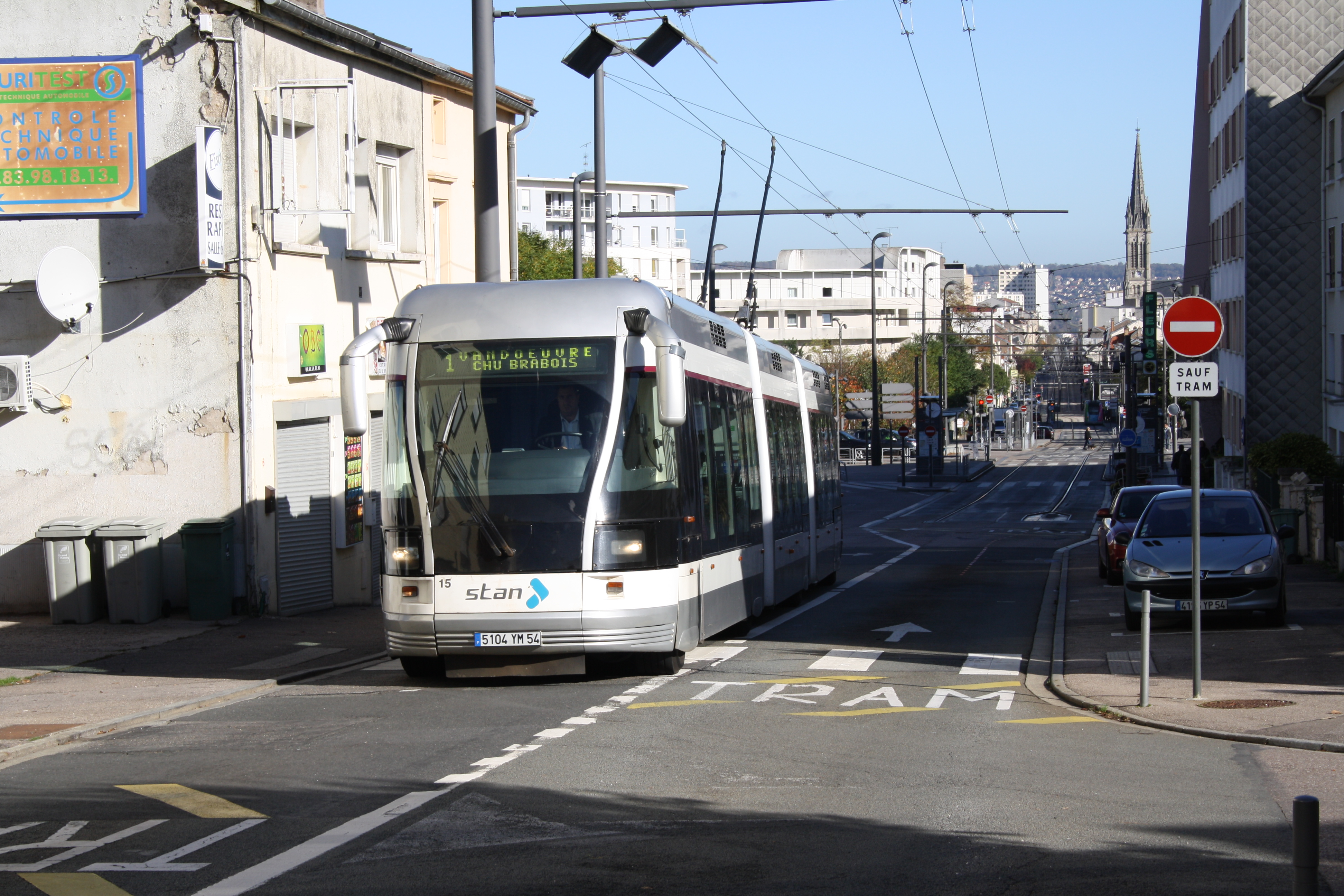
TVR de Nancy en mode routier et marque « Tram » au sol.

Réglementairement, le TVR est immatriculé comme un autobus à traction électrique. Les véhicules sont donc immatriculés dans le régime général des immatriculations dans la catégorie "transport en commun de personnes et soumis à la réglementation routière", bien qu'ils soient désignés comme "tramway sur pneu". Contrairement aux tramways fer, ils ont une longueur limitée à 24,50 mètres, sont obligatoirement équipés de clignotants et de rétroviseurs extérieurs et doivent passer un contrôle technique automobile tous les six mois. Le poste de conduite est également équipé d'un volant de direction pour la circulation hors rail de guidage, équipement absent dans les tramways conventionnels. Néanmoins, les voies de circulation des TVR tant à Nancy qu'à Caen sont ou étaient signalées par des panneaux réservés aux tramways.
Officiellement, il s'agit d'un tramway de conception, monté sur essieux pneumatique. Bombardier étant un constructeur ferroviaire et non d'autobus, la question ne devrait se poser. Il y a cependant débat chez les "puristes" en la matière, et les défendeurs de l'appellation "tramway". Pour certains, le cousin du TVR, le Translohr, n'est pas un tramway car il circule également sur des pneus et non sur des roues en fer. Le fait est que Bombardier a construit 49 exemplaires de ce véhicule, et qu'il était plus simple d'homologuer le véhicule en autobus puis qu'il répondait à ces normes, que de créer une nouvelle catégorie de véhicules routiers. Si le concept avait mieux fonctionné, peut-être que cette catégorie aurait vu le jour.
Les trois lignes de TVR (deux à Caen et une à Nancy) sont également exploitées sous l'appellation « tramway » auprès du grand public par les autorités organisatrices et les opérateurs.

## Incidents et accidents
Le 15 décembre 1999 à Thiais, un prototype, expérimenté en service voyageur par la RATP sur la ligne Trans-Val-de-Marne, avait heurté un mur au niveau du rond-point d'Espagne dans une courbe en "S". L'accident serait lié à un déverrouillage d'un vérin de changement d'essieu après avoir passé en mode routier, d'après un rapport interne de la RATP. Cet accident a fait un blessé léger. Cet accident est le précurseur des nombreux incidents d'exploitation survenus sur les TVR de Caen et Nancy.
Au cours des dix premières années d'exploitation, le journal Ouest France avait dénombré 22 « déguidages » pour le seul réseau de Caen. En 2010, un rapport faisait état d'un taux de panne 32 fois supérieur à la normale.
Les TVR de Nancy sont mis en exploitation commerciale le 12 février 2001 avec plus de deux mois de retard, notamment à cause de courts-circuits. Deux déguidages le 6 et 10 mars 2001, similaires à celui de Thiais, conduisent la Préfecture à suspendre l'exploitation du TVR durant un an. Les TVR nancéiens déguideront à nouveau deux fois en novembre 2002, puis en 2004, en 2005, en 2008, en 2009, en 2011 et en 2019. Ces incidents sont dus à la fois à l'usure prématurée des galets de guidage (qui subissent notamment des chocs anormaux en raison de la faible garde au sol des véhicules), à l'usure du rail, à la chaleur ayant fait fondre le bitume autour du rail de guidage, à des obstacles sur la voie, mais à aussi une erreur de conduite. Trois véhicules subiront des incendies : un en 2015 et deux en 2017,.
Dans la matinée du 28 septembre 2021 à hauteur de la station Exelmans située avenue du Général Leclerc en direction de Vandœuvre CHU Brabois, un véhicule est victime d’une rupture inter-caisse conduisant à un détachement de la caisse centrale du véhicule.

Moins de 2 mois suivant cet accident, le 3 novembre 2021, après qu’un départ de feu endommage une rame en début de matinée, en début de soirée une seconde subit elle aussi une rupture inter-caisse conduisant au détachement de la dernière caisse au niveau de la station Saint-André en direction d'Essey-les-Nancy .

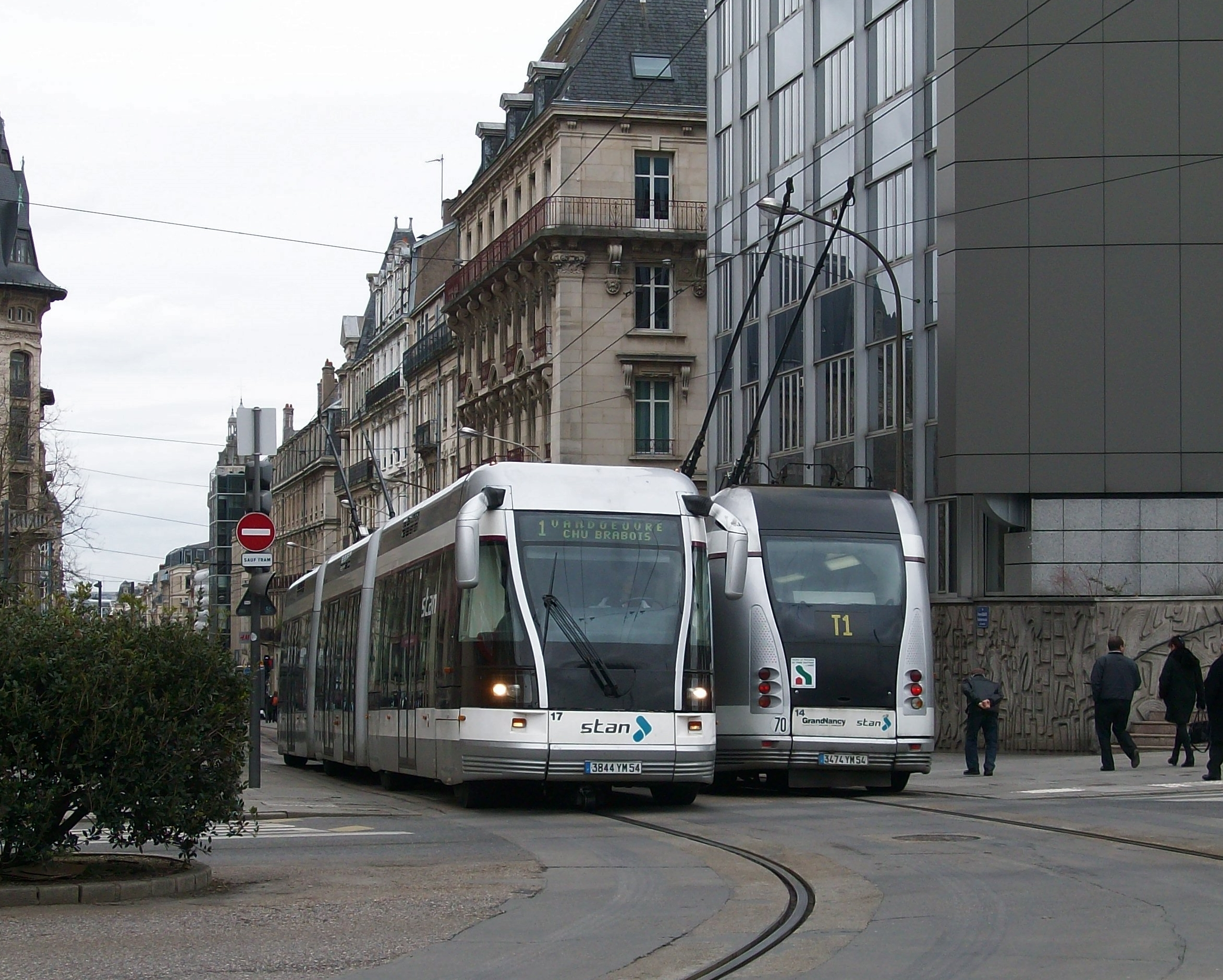
Nancy était le dernier réseau à exploiter des TVR.

Ces incidents successifs ont conduit à un arrêt de service immédiat le 3 novembre 2021 au soir. Les rames sont renvoyées au dépôt pour un contrôle technique. Depuis le 4 novembre seules quelques rames circulent, les autres nécessitant un contrôle approfondi. De plus, seule une portion réduite de la ligne est desservie par le TVR (entre Essey Mouzimpré et Vélodrome ou Montet-Octroi selon la direction). La desserte de la section restante étant assurée par la ligne « T1 bus » entre vélodrome et Vandœuvre CHU Brabois. La situation est rentrée dans l’ordre le 2 mai 2022, à la suite de la remise à niveau de la plupart des rames, les autres ayant été déclarées définitivement hors service (rames 6, 11, 16 et 18), servant alors de magasin de pièces détachées au sein du dépôt, avant de partir à la casse, quelques mois avant l'arrêt du système. Les rames ont donc repris du service avant leur arrêt définitif en mars 2023 et de leur remplacement par une ligne de trolleybus avec pour objectif une mise en service des nouveaux véhicules en avril 2024 .

## Fin de vie

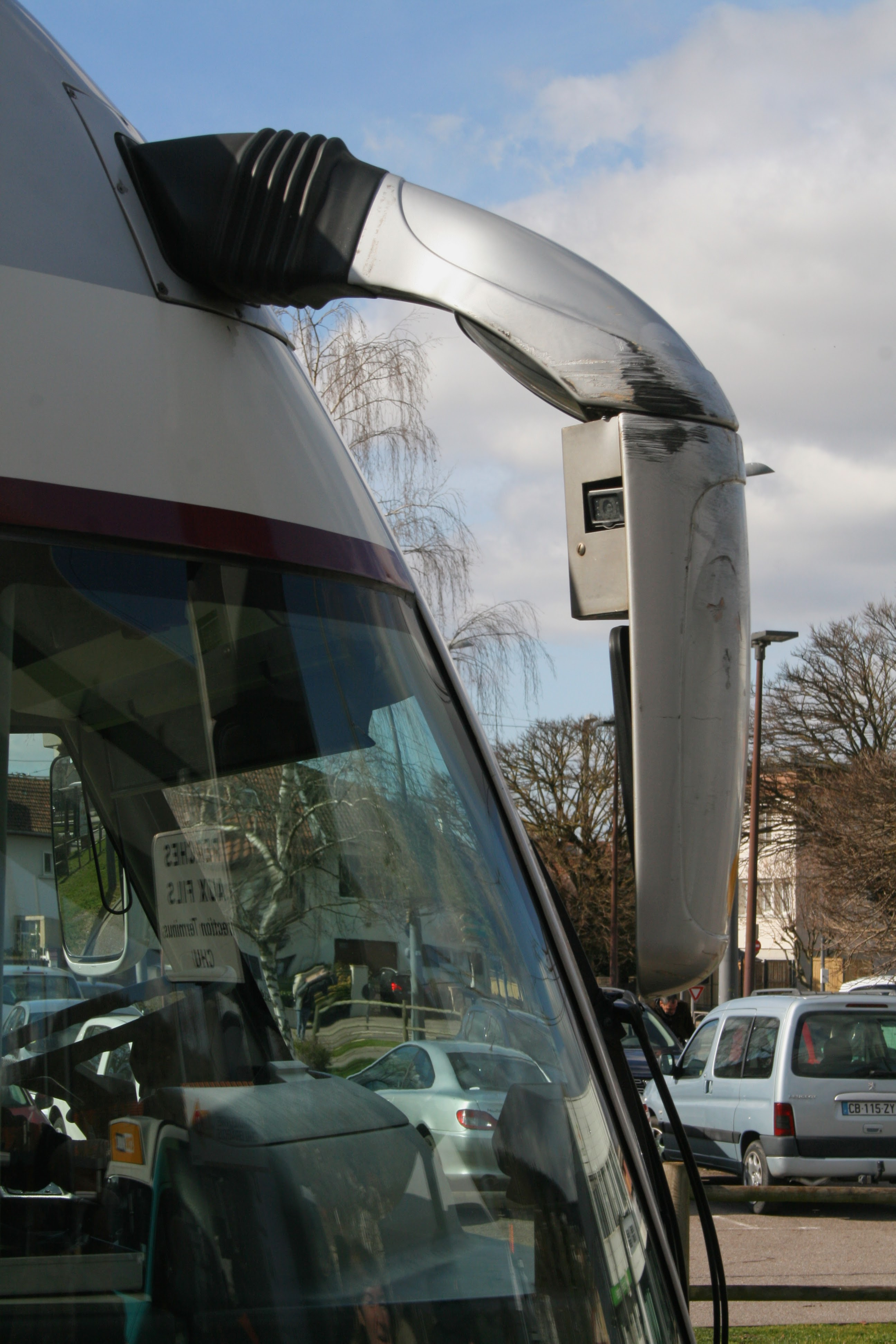
Une caméra installée à la place d'un des rétroviseurs du TVR.

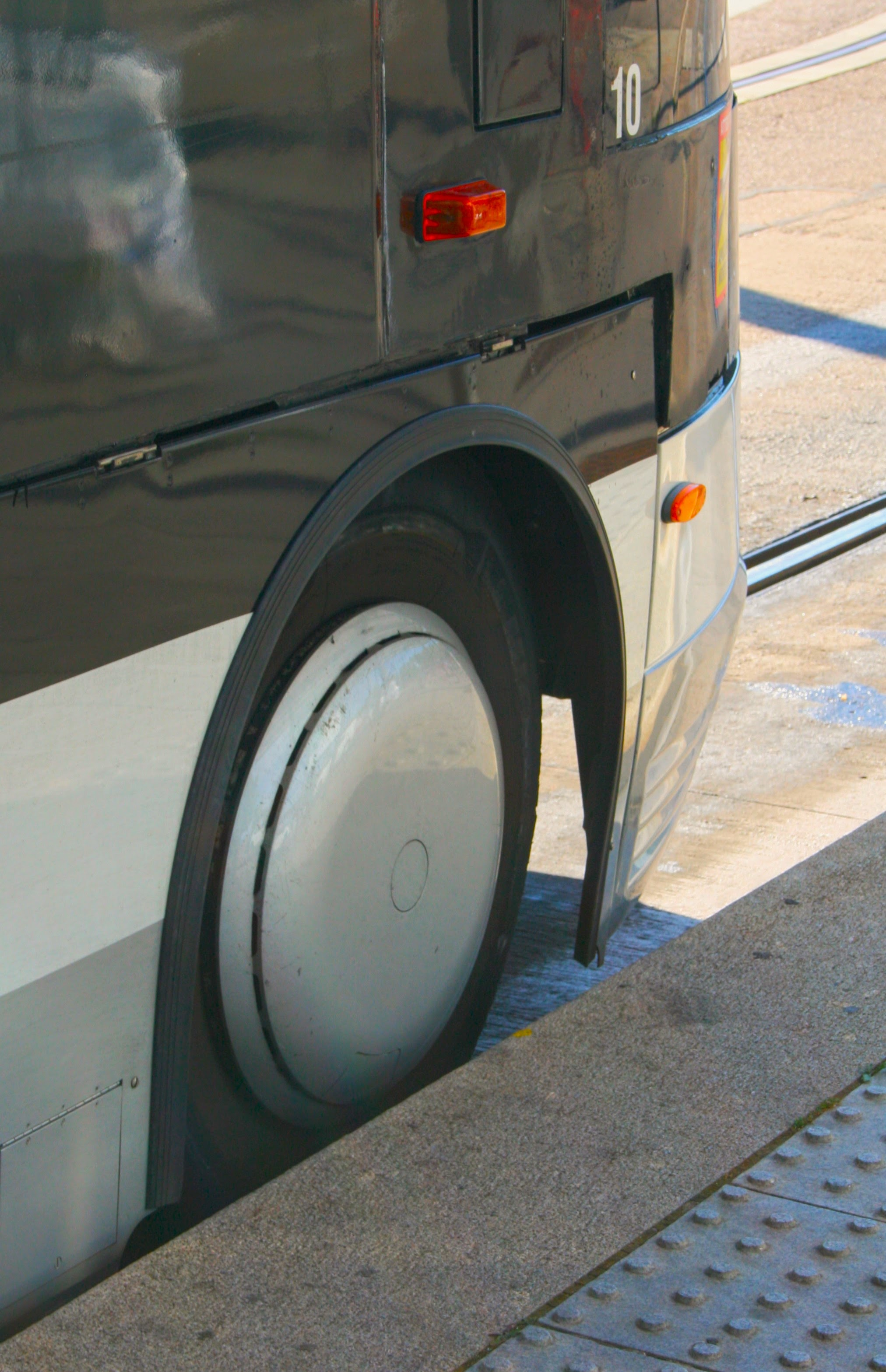
Nouvel enjoliveur d'une rame de TVR, on voit l'ancienne jupe découpée en arc de cercle.

La production du TVR s'est arrêtée de facto en 2002 après la livraison du dernier véhicule destiné à Caen. Bombardier a retiré le TVR de son catalogue en 2006. Entre 1985 et 1995, le TVR a coûté 100 millions de francs en recherche et développement.
En novembre 2010, un rapport du Conseil général de l'environnement et du développement durable réalisé en juillet de la même année est rendu public. Il porte un regard critique sur le choix du TVR, encouragé à l'époque par l'État, et préconise le remplacement du système de transport actuel à partir de 2019-2020. À Caen, Viacités, le syndicat mixte des transports de l'agglomération, a officiellement voté le 14 décembre 2011 le remplacement du TVR par un tramway ferré. Ce choix a été confirmé en 2014 puis début 2016. Le TVR a définitivement cessé de circuler à Caen le 31 décembre 2017, la moitié des rames étant transférées à Nancy pour servir de pièces détachées.
À Nancy, la rénovation des rames a été décidée en 2013. Un marché de sept millions d'euros (comprenant aussi la prolongation de leur durée de vie) est attribué à la société Arterail afin de rénover l'intérieur et l'extérieur des rames en circulation, pour leur permettre de circuler une dizaine d'années supplémentaires. En effet, 5 sièges ont été retirés par rame. Les girouettes intérieures sont également supprimées, mais 3 écrans dernière génération de Lumiplan permettent l'amélioration du système d'information voyageurs,.
Les techniciens opérèrent une expérience pour améliorer la visibilité sur les rames de TVR. Deux rames se virent percer deux vitres au bas des rétroviseurs, afin de permettre une meilleurs visibilité de ceux-ci. L'expérimentation non convaincante, les vitres installées sur les quelques rames testées furent recouvertes, et des caméras furent installées à la place des rétroviseurs.
En 2020, le réseau nancéien fait retirer les jupes de l'essieu avant du tram, de la même façon que le réseau caennais l'avait fait, pour des raisons de sécurité. Des enjoliveurs (similaires à ceux des cars Setra) sont installés sur tout le parc de TVR.
Le 12 mars 2023, le TVR de Nancy stoppe officiellement son service. Dès le lendemain, des bus de substitution sont mis en place[source secondaire souhaitée].
Aucun des deux réseaux n'aura fait circuler le TVR pendant 30 ans, contrairement aux promesses du constructeur.

## Remplacement et postérité

### Remplacement des systèmes

#### Le système TVR
L'entièreté des rames de TVR sont aujourd'hui réformées, et remplacées soit par un réseau de tramway fer (à Caen), soit par une ligne de trolleybus (à Nancy). Les autorités organisatrices se sont rapidement rendu compte que leur système n'avait aucun avenir, et que la solution la plus avantageuse était le remplacement complet des véhicules et des infrastructures.

#### Le TVR de Caen
Le réseau de Caen a stoppé son service en décembre 2017. Les rames seront entreposées quelques mois avant de rapidement partir au recyclage, à l'exception de la moitié du parc, qui partira à Nancy afin de servir de pièces détachées au réseau nancéien,,,,,,,.
Les bus de remplacement (lignes A, B, A Express et B Express) sont alors engagés sur l'itinéraire des deux anciennes lignes de TVR. Ces lignes de remplacement sont exploités par 49 bus (Renault Agora, Citélis et Créalis d'Irisbus et Mercedes-benz Citaro GC2). Le nouveau réseau de tramway fer fut inauguré le 27 juillet 2019, et il reprend en partie le tracé de l'ancien TVR (avec une branche supplémentaire). Il est exploité avec des Citadis X05 d'Alstom.

#### Le TVR de Nancy
Le réseau nancéien, lui, a cessé d'exploiter son tramway sur pneus le 12 mars 2023. Les rames sont acheminées le soir même sur un dépôt de la métropole à Ludres, puis acheminées à la suite, au rythme d'une par semaine de mai à novembre, en direction du ferrailleur Derichebourg à Champigneulles,,,.

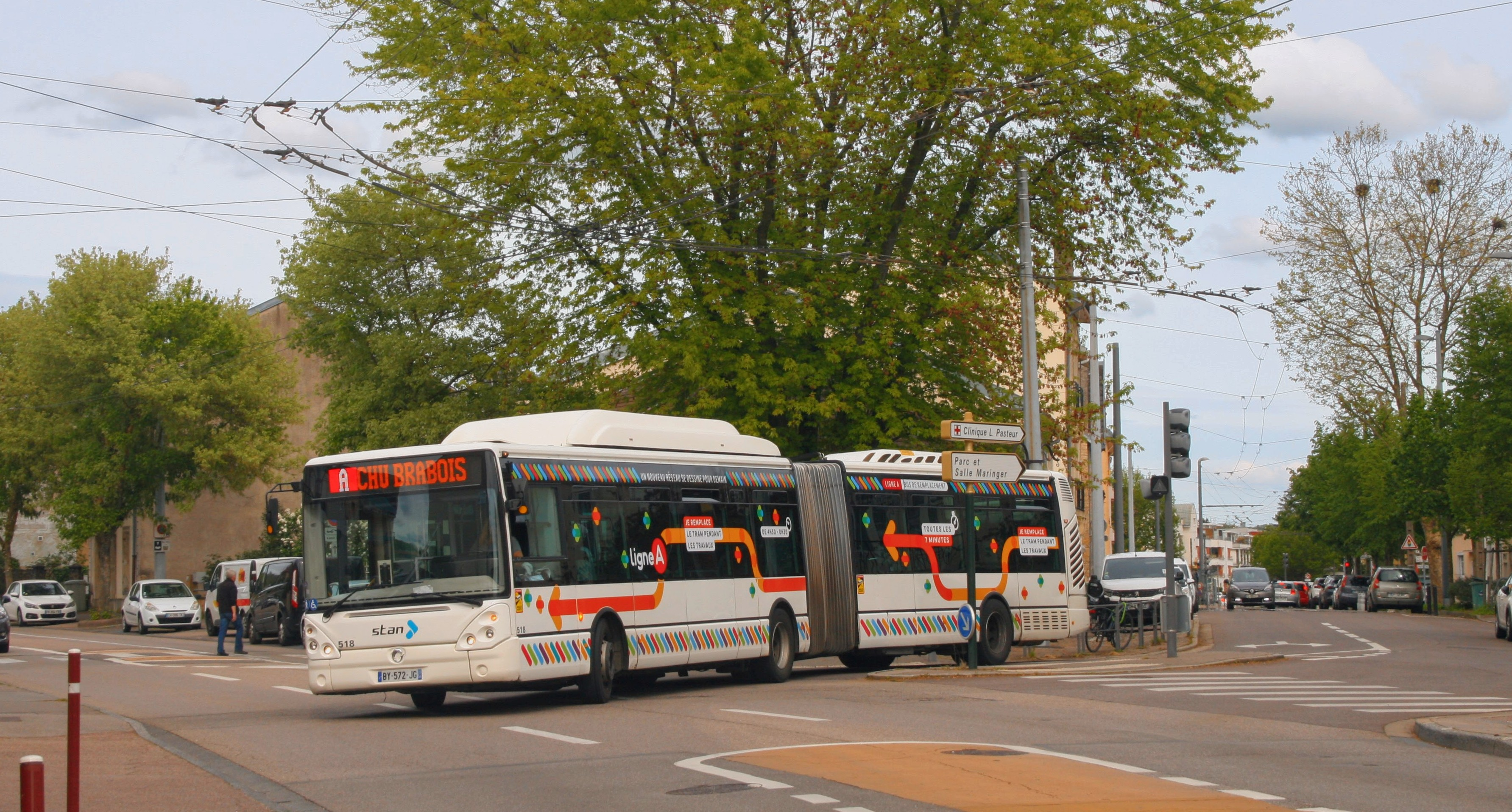
Un Citelis en service sur la ligne A, au niveau du secteur d'Essey.

Un réseau de remplacement est mis en place, avec la mise en place de la ligne A (Essey Mouzimpré - Vandœuvre CHU Brabois), qui reprend l'essentiel de la desserte de l'ancienne ligne T1, la ligne B (Nancy Gare - Nancy ARTEM) et la ligne Brabois Express (Nancy Gare - Vandœuvre Brabois Santé), déjà en service avant l'arrêt du TVR, servant de navette express pour le CHU de Brabois.
Le remplacement du système de tramway sur pneus est envisagé depuis les années 2010, en raison du manque de fiabilité du matériel depuis sa mise en service difficile, alors que le constructeur a abandonné la métropole à son exploitation. Un projet de mise en service d'un tramway fer est alors envisagé, avec une première mise en service à l'horizon 2023. L'arrêt du TVR est alors décidé pour 2021, engageant une période de travaux de 2 ans jusqu'en 2023 pour le premier tronçon [Essey Porte Verte <> Vandœuvre Nations – Jeanne d’Arc], 2026 pour la liaison jusqu'à Brabois, et 2028 pour une extension jusqu'à Vandœuvre Roberval. Le matériel Citadis d'Alstom est alors envisagé pour l'exploitation du réseau, qui devait comporter la refonte du réseau entier, ainsi que la création de plusieurs nouveaux parkings relais.
Finalement, en 2021, le projet est mis en suspens puis reporté, en partie à cause du changement de bord politique à la mairie de Nancy, qui a estimé que le projet était trop coûteux, en l'état des finances de la métropole, que celui-ci devait entraîner un remaniement de tout le réseau de transports en commun et face au coût important de la restauration à la création d'ouvrages d'art importants (viaduc Kennedy, viaduc du Campus Sciences/Jardin Botanique, etc.) au sein du bassin de vie nancéien.

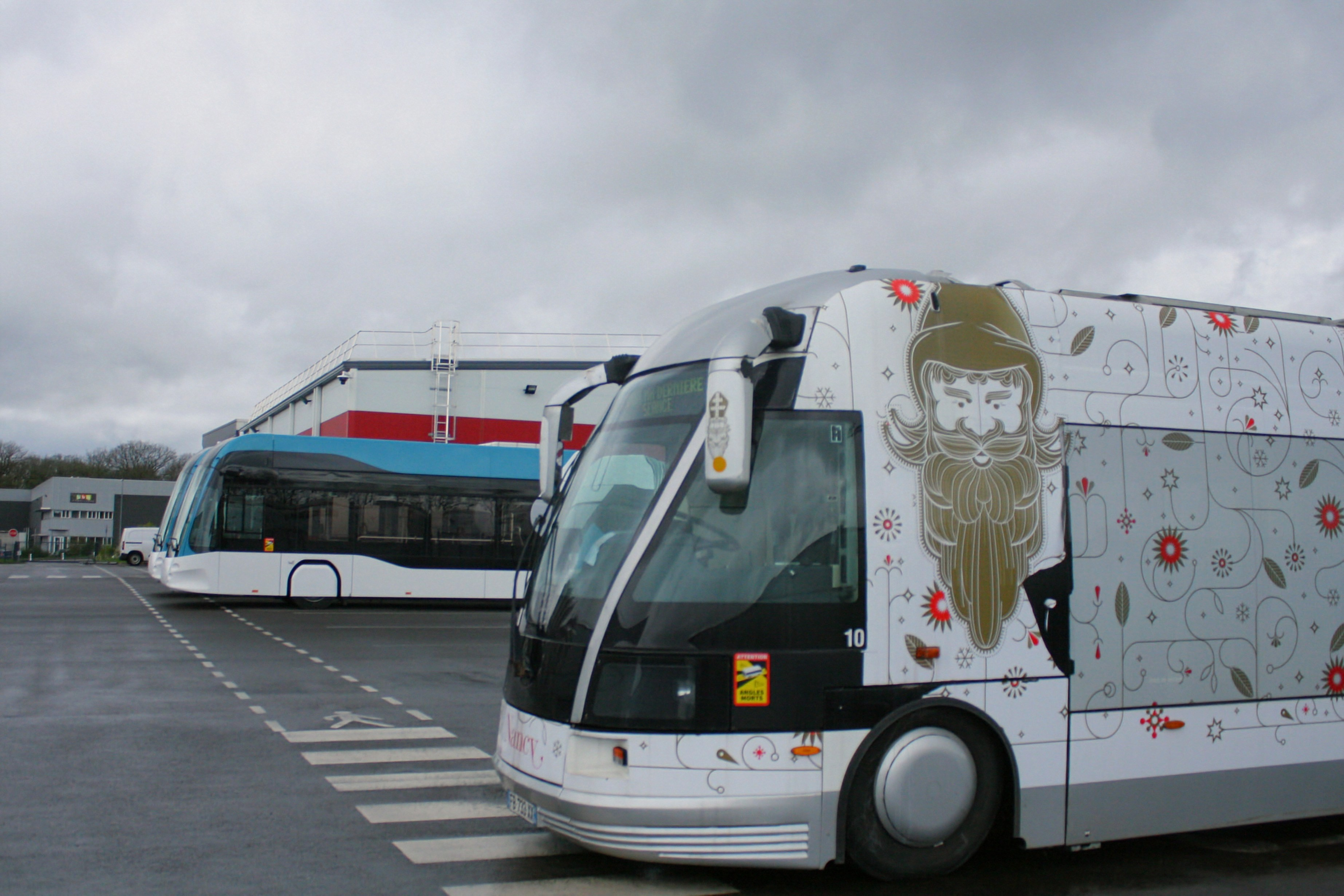
Un TVR de Bombardier et deux Lightram de Hess en stationnement au dépôt Keolis de Ludres.

En 2021, le projet de remplacement du TVR, est remis à plat, et la nouvelle mairie de Mathieu Klein planche sur les nouvelles mobilités au sein de la métropole du Grand Nancy. Le mode léger est finalement choisi, et c'est le trolleybus qui remplacera le tram sur pneus, pour une mise en service prévue en septembre 2023. Trois modèles différents étaient en concurrence pour l'exploitation de la ligne 1. Le Exquicity de VanHool, le LighTram de Hess et le Métrostyle de Solaris. Après qu'une délégation nancéienne se fut déplacée pour observer les réseaux de trolleybus de Lyon, Zurich et Saint-Gall exploitant le modèle LighTram ainsi qu'à Lierre pour tester le produit belge de VanHool, le verdict tombe : c'est le LighTram de Hess qui sera choisi en janvier 2022 pour assurer l'exploitation de la ligne 1. La couleur extérieure des 25 futurs véhicules est soumise à un vote public (parmi une palette de couleurs contrastant avec le système Mettis à Metz), c'est finalement le bleu qui sera choisi.
À la mi-septembre, le constructeur suisse annonçait un retard de livraison, en raison du conflit russo-ukrainien, qui l'obligera à délocaliser une de ses usines de Biélorussie, jusqu'au Portugal,,,. En effet, le vice-président de la métropole a souhaité reporter la mise en service de la ligne 1, afin d'éviter un mode dégradé, reportant le début de l'exploitation au mois d'octobre 2024, lorsqu'au moins 21 trolleybus seront livrés sur les 25.
Le premier véhicule est livré en mars 2024, et les premiers essais ont lieu en octobre sur la seule portion alors équipée de lignes aériennes (Vélodrome à Brabois). Les formations ont démarré le mois suivant. A partir de mi-janvier, les véhicules sont testés sur le reste de la ligne, et la marche à blanc a eu lieu au mois de mars. Le nouveau système de transport est entré en service le 5 avril 2025.

### Préservation du matériel

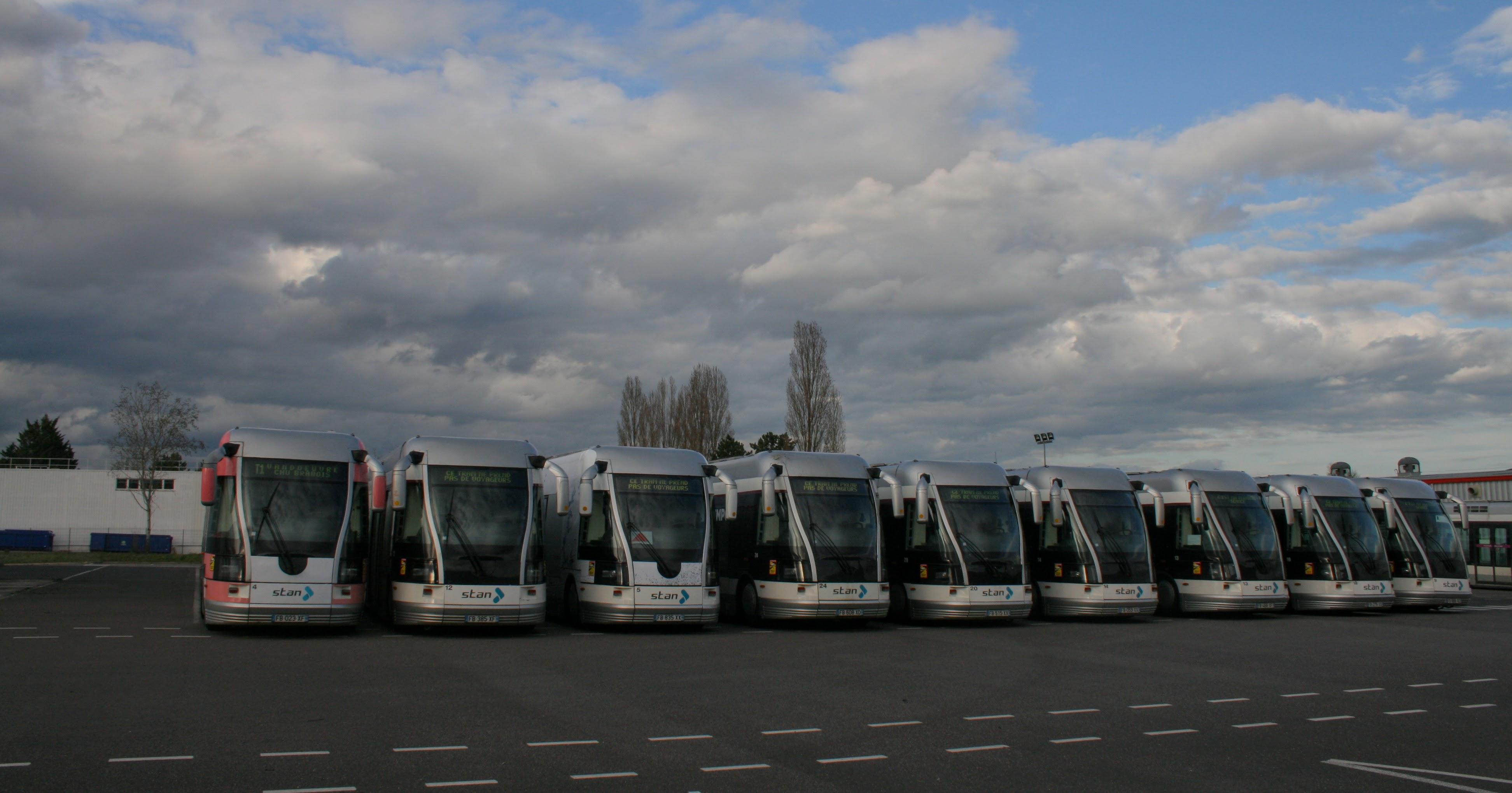
Les rames de TVR entreposées à Ludres en 2023, en attendant leur recyclage. La rame sauvegardée (la rame 20) se trouve au centre du parc.

#### Les rames sauvegardées
Aucune rame n'a pu être préservée sur le système de Caen, malgré le rapatriement de la moitié des rames au dépôt de Nancy en 2017.
Les rames caennaises puis nancéiennes sont progressivement envoyées au centre de démantèlement de Champigneulles entre mai 2023 et février 2024, excepté deux rames, enlevées à des fins de préservation.
En effet, la rame n°10, est enlevée en juillet 2024 du dépôt Keolis de Ludres par les membres de l'association Autocas Anciens de France est actuellement entreposée et préparée pour l'exposition au Conservatoire des Transports de Wissembourg. La rame n°20, est quant à elle enlevée en février 2024 du même dépôt par un collectionneur de véhicules de transport public, et est actuellement entreposée en état de marche dans la banlieue de Mons, en Belgique.

## Dans la culture

### Le TVR de Caen en musique
Le TVR est visible à plusieurs reprises dans le film Comment c'est loin sorti en 2015, réalisé par le rappeur Orelsan et Christophe Offenstein, et auquel la ville de Caen sert de cadre.
Le rappeur, d'origine caennaise, mentionne également le TVR dans sa chanson Dans ma ville on traîne parue en 2017 : « Tu peux prendre une pita ou prendre une droite. Ou alors tu peux prendre le premier tram' ».

### Le TVR de Nancy en musique et en caricature
L'infrastructure du TVR apparait plusieurs fois dans le clip du titre NANCY paru en 2018.
La dessinatrice Catherine Créhange créée de nombreuses caricatures engageant André Rossinot, ancien maire de Nancy au coeur des péripéties du tram nancéien à sa mise en service.